# Fumiyuki Yoshida
Fumiyoki Yoshida (吉田 文之, Yoshida Fumiyoki), né le 23 avril 1915 à Nara dans la préfecture de Nara - mort le 19 décembre 2004 à Tawaramoto dans la même préfecture, est un artisan graveur japonais. Il est désigné Trésor national vivant du Japon en 1985 pour son apport au bien culturel important bachiru.

## Biographie
Fumiyuki Yoshida apprend l'art de colorer et de graver l'ivoire ainsi que l'art de la laque et le travail de marqueterie de son père, Rissai Yoshida. En 1934, il reçoit le prix de l'artisanat et des arts du ministère du Commerce et de l'Industrie. Parmi les grandes réalisations de Yoshida figure entre autres la restauration de nombreuses œuvres d'art en ivoire pour le compte de Agence impériale. Citons notamment un étalon de longueur de couleur rouge en ivoire (紅牙撥鏤尺) du VIIIe siècle, répertorié bien culturel important et conservé dans le Shōsō-in, la maison du trésor du Tōdai-ji.
Lors de sa désignation comme Trésor national vivant le 13 avril 1985, Fumiyuki Yoshida était la seule personne distinguée pour la technique bachiru (motifs colorés gravés dans l'ivoire).
Yoshida meurt à l'âge de 89 ans d'une pneumonie dans un hôpital de Tawaramoto.